# Isla Sebastopol
Isla Sebastopol es una localidad del municipio de Balancán ubicado en la subregión de los Ríos del estado mexicano de Tabasco.

## Geografía
La localidad se ubica a 17.6 kilómetros (en dirección noroeste) de la localidad de Balancán de Domínguez, la cabecera y lugar más poblado del municipio. Se sitúa en las coordenadas geográficas 17°43′13″N 91°40′36″O / 17.720278, -91.676667, a una elevación de 15 metros sobre el nivel del mar.

## Demografía
Según el Conteo de Población y Vivienda 2020, efectuado por el Instituto Nacional de Estadística y Geografía, la localidad de Isla Sebastopol tiene 107 habitantes, de los cuales 62 son del sexo masculino y 45 del sexo femenino. Su tasa de fecundidad es de 4.07 hijos por mujer y tiene 26 viviendas particulares habitadas.
| Gráfica de evolución demográfica de Isla Sebastopol entre 2005 y 2020 |
|                                                                       |
| INEGI.                                                                |